# Kleopatra IV.
Kleopatra IV. (altgriechisch Κλεοπάτρα Kleopátra; * um 138–135 v. Chr.; † 112 v. Chr. in Antiochia) war eine Tochter des ägyptischen Königs Ptolemaios’ VIII. Euergetes II. und dessen Nichte Kleopatra III. aus der Dynastie der Ptolemäer, die im Jahr 141 oder 140 v. Chr. geheiratet hatten.

## Leben
Kleopatra IV. wurde dem älteren ihrer beiden Brüder, Ptolemaios IX. Soter II., um 119/118 v. Chr., also vor seiner Thronbesteigung, zur Gattin gegeben. Wahrscheinlich begleitete sie ihn nach Zypern, wo er als strategos amtierte. Etwa Anfang 115 v. Chr., kurz nachdem Ptolemaios IX. die Herrschaft über Ägypten als Mitregent seiner Mutter Kleopatra III. angetreten hatte, musste er sich auf deren Druck von der offenbar machtbewusst agierenden Kleopatra IV. scheiden lassen und seine jüngere und lenkbarere Schwester Kleopatra Selene zur neuen Gemahlin nehmen. Kleopatra IV. wurde nicht offiziell als ägyptische Königin anerkannt; inschriftlich wird sie im Tempel von Philae mit den Titeln „Tochter des Re“ und „Herrin der beiden Länder“ bezeichnet.
Es ist nicht sicher, ob Kleopatra IV. oder Kleopatra Selene dem Ptolemaios IX. die Tochter Kleopatra Berenike III. gebar, doch ist die erste Möglichkeit etwa laut Felix Stähelin wahrscheinlicher, weil Kleopatra Berenike III. schon 101 v. Chr. eine Ehe eingegangen war. Chris Bennett ist dagegen der Ansicht, dass Kleopatra Berenike III. eher eine Tochter Kleopatra Selenes gewesen sei. Des Weiteren vertritt Chris Bennett (im Gegensatz zu Werner Huß) die Meinung, dass auch Ptolemaios XII. und Ptolemaios von Zypern – als deren Vater Ptolemaios IX. sicher überliefert ist – Kleopatra IV. zur Mutter gehabt hätten. Kleopatra IV. betrieb nach ihrer Trennung von Ptolemaios IX. die Hochzeit mit dem Seleukiden Antiochos IX. Kyzikenos, der sich als Prätendent gegen seinen älteren Stiefbruder Antiochos VIII. Grypos stellte. Um ihr Heiratsbegehren zu fördern, brachte Kleopatra IV. als Mitgift ein auf Zypern von Ptolemaios X. Alexander I. abgeworbenes Heer nach Syrien mit. Die Rekrutierung dieser Truppen gelang ihr wohl deshalb leicht, weil sie vermutlich mit ihrem damaligen Gatten Ptolemaios IX. während dessen Funktion als Statthalter in Zypern gewesen war und seither gute Kontakte zu den Offizieren der Inseltruppen gepflegt hatte. Um 115 v. Chr. fand die Heirat von Kleopatra IV. und Antiochos IX. statt, dem sie wohl den Antiochos X. gebar.
Die Ehe mit dem Seleukiden war jedoch kein Erfolg. Antiochos IX. konnte zwar aufgrund der von seiner Gattin zur Verfügung gestellten Truppenverstärkungen seinen Halbbruder  ab 114/113 v. Chr. bekriegen, verlor dann aber gegen diesen eine Schlacht. Der siegreiche Antiochos VIII. belagerte daraufhin Kleopatra IV. in Antiochia. Nach der Eroberung der Stadt (112 v. Chr.) wurde die in den Apollotempel zu Daphne geflüchtete Kleopatra IV. auf Verlangen ihrer (wohl älteren) Schwester Tryphaina, der Ehefrau ihres Gegners, getötet.